# Пакс Никефорика (Франко-византийский мир 812 года)
Франко-византийский мир 812 года или Пакс Никефорика (лат. Pax Nicephorica) — мир между королём франков Карлом Великим (742 - 814) и Византийской империей (395 - 1453), заключенный в 812 году. Иногда этот мирный договор называют по имени византийского императора Никифора I (лат. Nicephorus I), но этот император не дожил до заключения мира.

## Заключение франко-византийского мира 812 года
Карл Великий, король франков (с 800 года), с титулом Император Римской империи, которым короновал его Папа римский Лев III , расширял границы империи, в последствии названной историками Каролингская империя, так как противостояние Рима и Константинополя, как центров административной и религиозной власти, не позволяло объединить западую и восточную части бывшей Римской империи.
Карл Великий в период с 803 по 810 годы вел регулярные войны на Апеннинском полуострове с Византийской империей за Венецию, Истрию и побережье Далмации. Византийский император Никифор I ещё в 803 году не захотевший признать Карла Великого, согласно его титулу, императором всей Римской империи, включая и Византию, направил весной 810 года своего представителя Арсафия, в город Ахен, столицу империи Карла Великого. Спустя год Арсафий привёз ответ, благорасположения и встречные предложения, но Никифор I, к тому времени был убит болгарами. Следующий византийский император Михаил I Рангави принял предложение Карла Великого и направил соответствующее обстоятельствам посольство с дорогими подарками к Карлу Великому для обмена мирными грамотами. Соответствено, в 812 году мир был заключен. Территории Венеции, Истрии и побережья Далмации (Далматинского побережья) возвращались в Византию, а Карл Великий приобретал титул Императора (лат. βασιλεύς). На обратном пути, от римского папы Льва III был получен Акт церковного мира между Римом и Константинополем.
В результате этого франко-византийского мира 812 года больше всех выиграла Венеция, как третья сторона конфликта за титул. Отдельной статьей были прописаны гарантии на границы и торговые права Венеции, которая ранее была завоёвана франками и теперь "отпущена" обратно в Византию. Надо отметить, что во время войны, венецианцы разделились в своих предпочтениях и часть из них успела занять высокие должности при Карле Великом, а после заключения мира всё изменилось, и им пришлось или отправиться в заключение или в изгнание. Мир 812 года юридически защищал Венецию и от восточной, и от западной стороны Империи. Эта легендарная статья о границах и торговых правах, позволяла Венеции расширять свою независимость и богатеть, регулярно копируя этот текст во все соглашения в Священной Римской империи (962 - 1806).

## См.также
- Император Запада